# Lilla Harrie kyrka
Lilla Harrie kyrka är inte längre församlingskyrka i Lilla Harrie. Den är sedan år 2006 en av sex kyrkor i Kävlinge församling i Lunds stift.

## Kyrkobyggnaden
Ursprungliga kyrkan i romansk stil uppfördes troligen under senare delen av 1100-talets av Mårten stenmästare. Under 1400-talet revs absiden och koret fick en rak avslutning i öster. Under samma århundrade försågs innertaket med valv. En teckning på den gamla kyrkbyggnaden finns av Erik Dahlberg under Slaget vid Lund 1676. Under början av 1850-talet tillkom det med långhuset jämnbreda tornpartiet. Den 24 oktober 1854 rasade sydöstra delen av tornet och förstörde även en del av valvet i långhuset men takstolen stod kvar. Kyrkklockorna klarade sig. Vid en restaurering 1939 - 1940 upptäcktes grunden till den ursprungliga absiden. 1942 återuppfördes absiden för att tjäna som sakristia. 1956 fick tornet sitt enkla sadeltak. Kyrkan fick därmed sitt nuvarande utseende. 2013 gjordes en större renovering och tillgänglighetsanpassning av kyrkan. Östra ingången breddades och en stensatt gång som leder fram till den anlades. I koret togs altarring och altaruppsats bort för att ersättas av ett mindre stenaltare. Altartavlan fick en ny plats på gamla orgelläktaren. En ny orgel installerades på gamla klockarebänkens plats under/framför predikstolen.

## Inventarier
- Altartavlan är utförd 1942 av Pär Siegård. Dess motiv är: Jesus välsignar lärjungarna före himmelsfärden.
- Dopfunten har en runinskrift som berättar att Martin eller Mårten gjorde mig, vilket syftar på Mårten Stenmästare. Tillhörande dopfat av mässing är från 1500-talet. Dopfatets motiv är ängeln Gabriels besök hos jungfru Maria i Nasaret.
- På altaret står ett par ljusstakar av malm från 1642.
- Predikstolen från 1599 har en tydlig renässansprägel. Vid restaureringen 1942 konserverades predikstolen och dess ursprungliga färger återställdes.
- Av de båda kyrkklockorna göts storklockan 1395 och lillklockan anses härstamma från 1500-talet.

### Orgel
- 1934 byggde A. Mårtenssons Orgelfabrik AB, Lund en pneumatisk orgel med 9 stämmor.
- 1984 byggde Anders Persson Orgelbyggeri, Viken en mekanisk orgel, som numera är borttagen och ersatt med en Johannus Vivaldi 25 digitalorgel.

| Manual       | Pedal      | Koppel  |
| Gedackt 8'   | Subbas 16´ | Man/Ped |
| Rörflöjt 4'  |            |         |
| Principal 2' |            |         |
| Nasat 1 1/3' |            |         |

## Bildgalleri

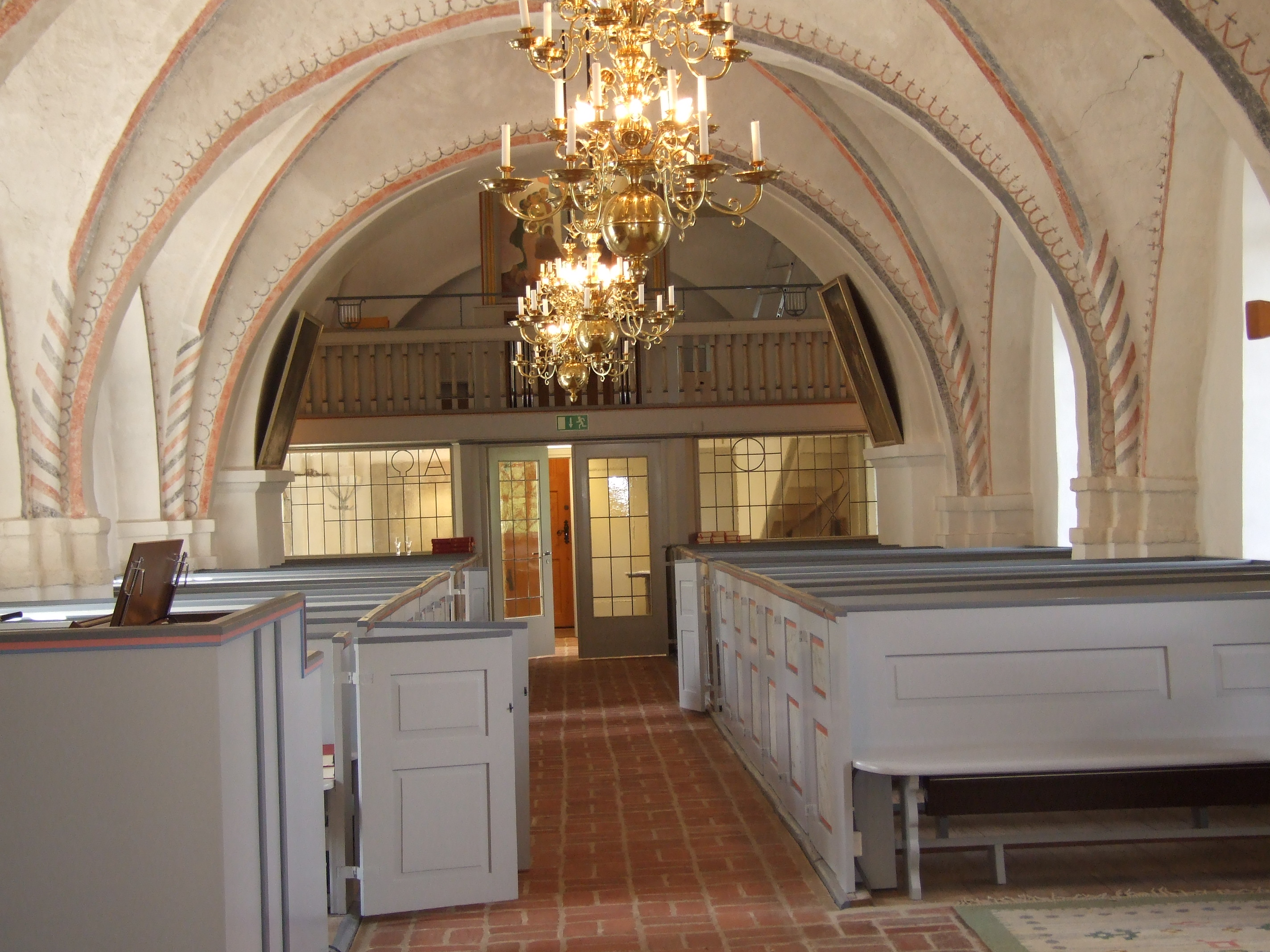
Kyrkorum mot väster
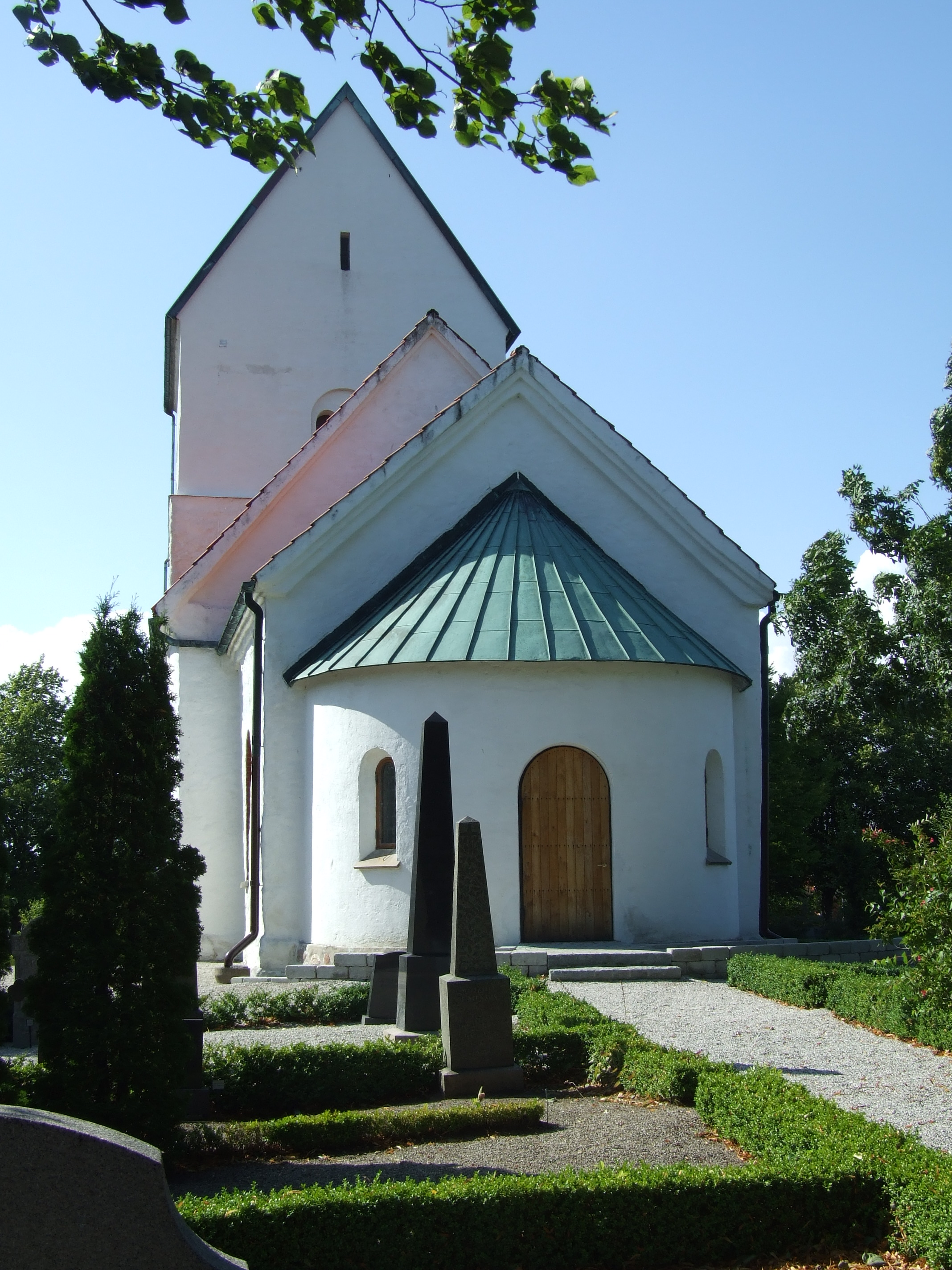
Kyrka med absid
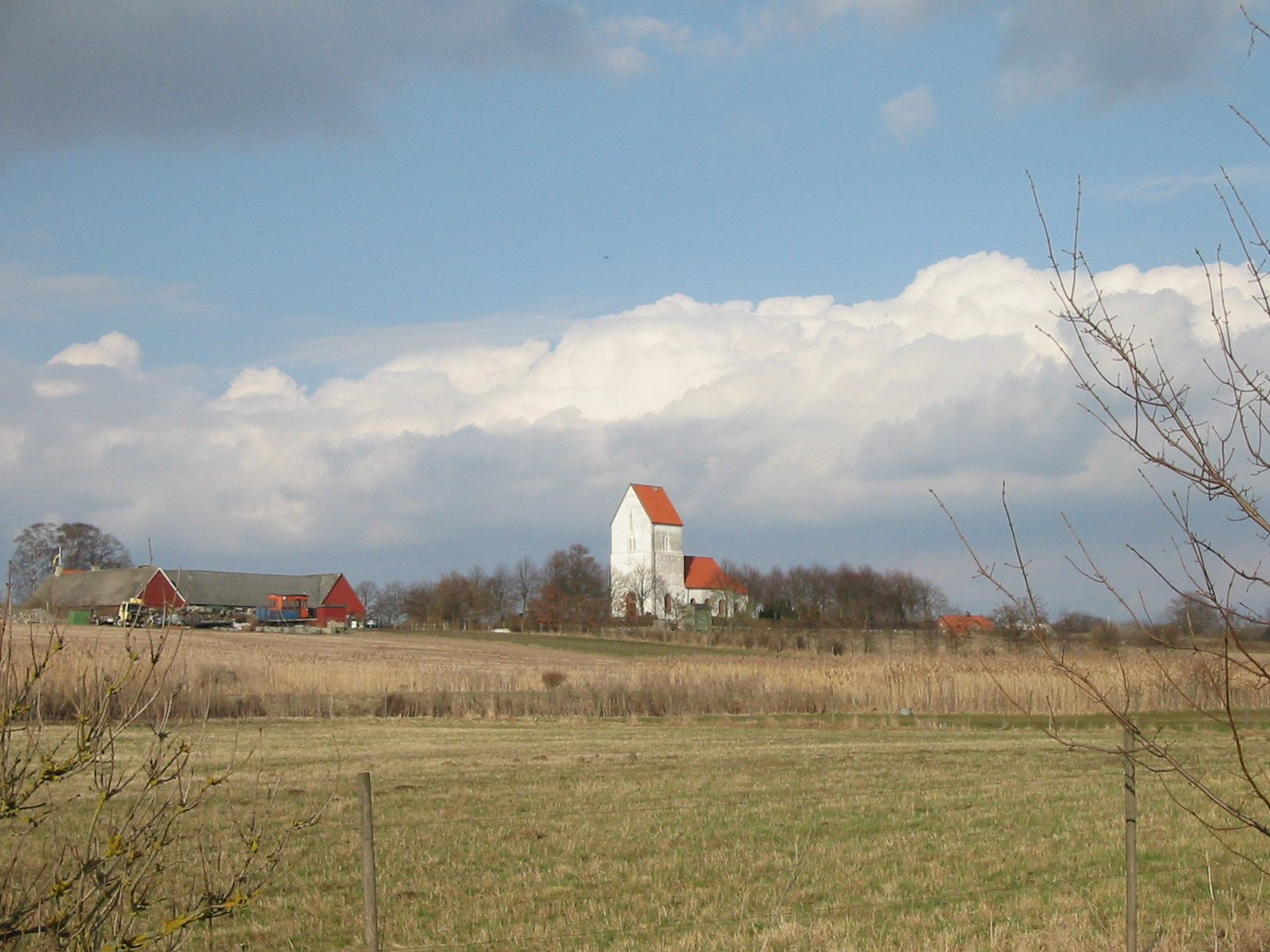
Kyrkan på avstånd
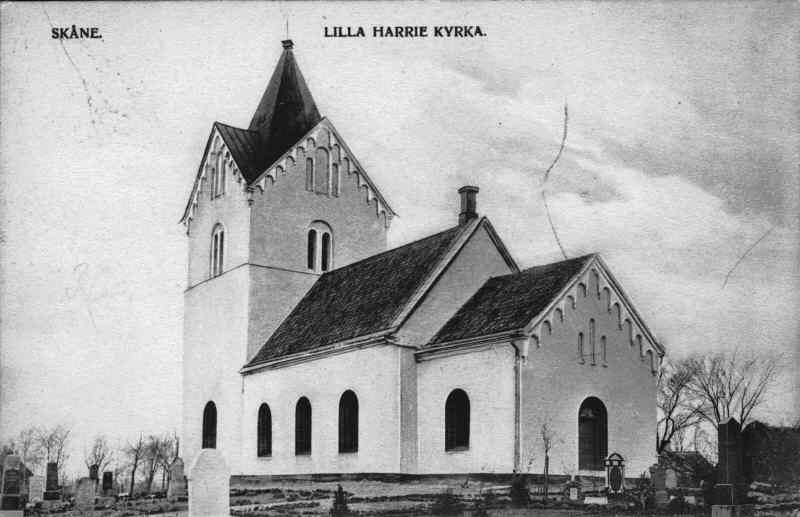
Som kyrkan såg ut förr